# Francisco de Figueiredo
Francisco de Figueiredo, primeiro e único visconde e conde de Figueiredo (Rio de Janeiro, 13 de novembro de 1843 — Paris, 25 de janeiro de 1917) foi um político, administrador e comerciante brasileiro.

## Biografía
Filho do comendador José Antônio de Figueiredo e Joaquina Carlota Pena de Figueiredo, completou o curso de humanidades aos 13 anos de idade e começou a trabalhar no estabelecimento comércial de seu pai, passando a gerenciá-lo aos 18 anos.
Em 1879, seu tino administrativo era conhecido, passando a ser presidente da Companhia Nacional de Paquetes a Vapor e diretor do Banco do Brasil.
Auxilou no combate aos efeitos da seca no Ceará, por isso recebendo o título de Visconde de Figueiredo, e mais tarde o de Conde de Figueiredo. Foi fundador do Banco Internacional do Brazil, fundado em 1886 no Rio de Janeiro e do Banco Nacional do Brazil, fundado no Rio em 1889. Sócio do Instituto Histórico e Geográfico do Brasil.  

## Casamento e descendência
Casou-se em primeiras núpcias em 13 de maio de 1865 na Matriz do Engenho Velho, no Rio de Janeiro com Higina Honorata Bernadina de Simoni (11 de janeiro de 1846, Rio de Janeiro - 20 de novembro de 1881, Rio de Janeiro). Filha de Luiz Vicente de Simoni e de Maria Ursulina de Araújo Azambuja. Com quem teve;
1. Elvira de Figueiredo, Casou-se em Paris, na França, com Manuel Eugênio Gudin (segundas núpcias, deste) (casara-se em primeiras núpcias com com Carolina Midosi Fontes, com que teve três filhos). Filho de Eugênio Domingos Gudin e de Marie Madelaine Gabrielle Hortence. Elvira de Figueiredo e Manuel Eugênio Gudin não deixaram descendência.
2. José Carlos de Figueiredo, Casou-se em 1891 no Rio de Janeiro com Heloisa Kelly de Godoy Botelho, Filha de João Antonio Kelly de Godoy Botelho e de Rosa Vieira Fazenda. Tiveram sete filhos.
3. Ernestina de Figueiredo, Casou-se em 30 de julho de 1891 no Rio de Janeiro com Domingos Antonio Braga, Tiveram cinco filhos.
4. Celina de Figueiredo, Casou-se em 30 de julho de 1891 no Rio de Janeiro com seu primo legítimo Luiz Filipe de Souza Leão Filho. Filho de Luiz Filipe de Souza Leão e de Maria Luiza de Figueiredo. Tiveram seis filhos.
5. Evelina de Figueiredo, Solteira.
6. Francisco de Figueiredo Filho
7. Carlos de Figueiredo, Casou-se no Rio de Janeiro com Gabriela Rocha. Filha de José Gaspar da Rocha e de Amélia Cristina Carneiro. Tiveram dois filhos.

Francisco de Figueiredo casou-se em segundas núpcias em 19 de dezembro de 1891 no Rio de Janeiro, RJ, com Ignêz Leite Chermont (Finoca), (1869 em Belém, PA, - 03 de outubro de 1946, Rio de Janeiro.) Filha de Antonio Lacerda de Chermont, Visconde de Arari (sua segunda esposa) e de Catharina Gomes Leite. Com quem teve;
1. Francisco Chermont de Figueiredo
2. Sarah Chermont de Figueiredo
3. Maria Chermonte de Figueiredo, Casou-se com Honório de Freitas Guimarães. Filho de Alvaro de Freitas Guimarães e de Maria Emília de Barros. Com descendência
4. Affonso Chermont de Miranda, Casou-se em primeiras núpcias com Matia da Glória Martins, e em segundas núpcias com Helena Chaja Chuem. Com descendência.